# Nasser Drid
Nasser Drid (Tébessa, Argelia francesa, 22 de enero de 1957) es un exfutbolista de Argelia que jugaba en la posición de guardameta.

## Carrera

### Club
| Periodo   | Club            |
| --------- | --------------- |
| 1977-1978 | JSM Tébessa     |
| 1978-1980 | USM El Harrach  |
| 1980-1985 | ESM Bel-Abbès   |
| 1985–1988 | MP Oran         |
| 1988–1989 | Raja Casablanca |
| 1989–1990 | MC Oran         |

### Selección nacional
Jugó para Argelia en 44 ocasiones de 1982 a 1988, participó en la Copa Mundial de Fútbol de 1986, en los Juegos Mediterráneos de 1983 y en tres ediciones de la Copa Africana de Naciones.

## Logros
- Copa Africana de Clubes Campeones (1): 1989
- Campeonato Nacional de Argelia (1): 1988